# Misha Collins
Misha Collins, pseudonimo di Misha Dmitri Krushnic (Boston, 20 agosto 1974), è un attore statunitense.
È noto soprattutto per la sua interpretazione di Castiel nella serie televisiva Supernatural.

## Biografia
Nato da Richard Krushnic e Rebecca Tippens, ha origini russe, ucraine e polacche. Il nome d'arte combina   il nomignolo con il quale veniva  chiamato dalla madre da bambino con il cognome da nubile di sua nonna, Collins. Decise di adottarlo poiché il suo nome anagrafico avrebbe potuto dare l'idea che avesse un accento russo, nonostante lui fosse nato e cresciuto negli Stati Uniti. Ha un fratello di due anni più piccolo, Sasha, e due sorelle, Danielle ed Elizabeth, rispettivamente di tredici e undici anni più piccole.
Ha frequentato l'Università di Chicago e durante quel periodo, per pagarsi gli studi, ha fatto diversi lavori tra i quali il carpentiere: la casa dove vive adesso e molti dei mobili che ci sono in essa li ha costruiti lui stesso. Ha sempre dimostrato molto interesse per la politica e durante l'amministrazione Clinton ha anche lavorato alla Casa Bianca come stagista. È inoltre un poeta pubblicato e ha anche avviato una sua società di software.
Ha dimostrato di avere una forte passione per i social network come Twitter: nel 2009 ha aperto un suo account e subito ha attirato parecchi followers, che ama definire "minions". Il numero dei suoi "minions" arriva ad oltre 500.000 e dopo il terremoto ad Haiti, dietro suo suggerimento, hanno raccolto più di 30.000 dollari da donare all'UNICEF in favore delle vittime.

### Carriera
Ha interpretato Alexis Drazen nella prima stagione della serie televisiva 24 e un amico delle sorelle Halliwell nella serie televisiva Streghe nell'episodio La voce del pensiero della seconda stagione.
Nel 2008 si è unito al cast della serie della CW Supernatural nel ruolo di Castiel, che gli porta notorietà internazionale, divenendo un personaggio regolare con l'inizio della quarta stagione.  
Ha partecipato anche ad un episodio della serie Nip/Tuck.
Ha fatto un'apparizione in "Ragazze Interrotte".

### Vita privata
Si è sposato nel 2001 con la fidanzata del liceo, Victoria Vantoch, che è una scrittrice. Il 23 settembre 2010 sono diventati genitori del loro primo figlio, West Anaximander Collins. Il 25 settembre 2012 hanno avuto una figlia, Maison Marie Collins.

## Filmografia

### Cinema
- Liberty Heights, regia di Barry Levinson (1999) - non accreditato
- Ragazze interrotte (Girl, Interrupted), regia di James Mangold (1999)
- Par 6, regia di Grant Heslov (2002)
- Moving Alan, regia di Christopher Shelton (2003)
- Finding Home, regia di Lawrence D. Foldes (2003)
- The Crux, regia di Jeffrey Seckendorf (2004)
- Karla, regia di Joel Bender (2006) - Paul Bernardo
- Reinventing the Wheelers, regia di Lawrence Trilling (2007)
- La sposa fantasma, (Over Her Dead Body), regia di Jeff Lowell (2008)
- The Grift, regia di Ralph E. Portillo (2008)
- Stonehenge Apocalypse, regia di Paul Ziller (2010)
- Encounter - L'incontro, regia di Michael Pearce (2021)

### Televisione
- Legacy – serie TV, episodio 1x08 (1998)
- Streghe (Charmed) – serie TV, episodio 2x07 (1999)
- NYPD - New York Police Department (NYPD Blue) – serie TV, episodio 7x12 (2000)
- Seven Days – serie TV, episodio 3x21 (2001)
- 24 – serie TV, 7 episodi (2002)
- CSI - Scena del crimine (CSI: Crime Scene Investigation) – serie TV, episodio 5x13 (2005)
- 20 Things to Do Before You're 30 - film TV (2005)
- E.R. - Medici in prima linea (ER) – serie TV, episodi 11x15 - 11x16 - 12x11 (2005-2006)
- Detective Monk (Monk) – serie TV, episodio 4x12 (2006)
- NCIS - Unità anticrimine (NCIS: Naval Criminal Investigative Service) – serie TV, episodio 4x03 (2006)
- Close to Home - Giustizia ad ogni costo (Close to Home) – serie TV, episodio 2x08 (2006)
- CSI: NY – serie TV, episodio 4x01 (2007)
- Senza traccia (Without a Trace) – serie TV, episodio 6x05 (2007)
- Nip/Tuck – serie TV, episodio 5x19 (2009)
- Supernatural – serie TV, 111 episodi (2008-2020) - Castiel
- Divine: The Series – serie TV, episodi 1x01-1x04-1x06 (2011)
- Ringer – serie TV, episodio 1x14 (2012)
- Timeless – serie TV, episodio 1x15 (2017)
- Gotham Knights – serie TV (2023)

## Doppiatori italiani
Nelle versioni in italiano delle opere in cui ha recitato, Misha Collins è stato doppiato da:
- Vittorio Guerrieri in Supernatural, 24
- Patrizio Cigliano in E.R. - Medici in prima linea
- Niseem Onorato in NCIS - Unità anticrimine
- Alessandro Quarta in Detective Monk
- Giorgio Borghetti in Senza traccia
- Francesco Pezzulli in Streghe
- Luca Ghignone in Nip/Tuck
- Fabrizio Manfredi in CSI: NY
- Fabrizio Pucci in Ringer
- Massimo Rossi in Close to Home
- Alessandro Rigotti in CSI - Scena del crimine[4]
- Andrea Lavagnino in Stonehenge Apocalypse